# そのキスが欲しい
「そのキスが欲しい」（そのキスがほしい）は、日本の歌手である沢田研二の58枚目のシングルである。
1993年10月20日に東芝EMIのイーストワールドレーベルより発売された。

## 解説
- 同年発売のアルバム『REALLY LOVE YA!!』の先行シングル。
- 表題曲は、フジテレビ系深夜番組『殿様のフェロモン』のオープニング曲として起用された。
- ジャケット写真は白人女性と抱き合う沢田の写真で、「SENSATIONAL JULIE MURDER!」と記載されている。
- 最後の吉田建プロデュース作品となった。

## 収録曲
1. そのキスが欲しい
  - 作詞：朝水彼方／作曲：SAKI&MATSUZAKI／編曲：吉田建
2. 幻の恋
  - 作詞・作曲：高野寛／編曲：吉田建